# Degussa Sonne/Mond Goldhandel
Die Degussa Sonne/Mond Goldhandel GmbH (als Handelsmarke verkürzt zu Degussa Goldhandel) ist ein 2010 gegründetes Edelmetallhandelshaus mit Firmensitz in München. Degussa Sonne/Mond Goldhandel unterhält elf Niederlassungen in Deutschland (Augsburg, Berlin, Düsseldorf, Frankfurt am Main (auch Firmenzentrale), Hamburg, Hannover, Köln, München, Nürnberg, Pforzheim, Stuttgart) und in anderen europäischen Städten (z. B. in Genf, London, Madrid, Zürich).
Medien kritisierten die früheren rechtslibertären Aktivitäten von Degussa Goldhandel, von denen sich das Unternehmen seit dem Wechsel der Geschäftsführung 2023 distanziert.

## Geschichte
Degussa war eine 1873 gegründete Scheideanstalt, deren Name für „Deutsche Gold- und Silber-Scheide-Anstalt“ stand. Außer den Namensrechten besteht keine Unternehmenskontinuität von der heutigen Degussa Sonne/Mond Goldhandel zu der historischen Degussa.
Die Bankiersfamilie von Finck um August von Finck junior erwarb 2010 für zwei Millionen Euro über eine Holding, Substantia AG, die Nutzungsrechte für den Markennamen Degussa in Verbindung mit dem Edelmetallgeschäft von Evonik Industries, dem Nachfolgeunternehmen der historischen Degussa.
Die Barrenproduktion der ehemaligen Degussa führt das Unternehmen Umicore weiter.
Degussa Sonne/Mond Goldhandel lässt ihre Barren neben anderen Affinerien bei der Schweizer Scheideanstalt Valcambi herstellen.
In Cham in der Schweiz wurde im Herbst 2010 die Degussa Sonne/Mond Goldhandel AG gegründet. Im August 2013 übernahm Degussa Sonne/Mond Goldhandel den Würzburger Edelmetallhändler SilviOr GmbH, der auf die Einlagerung von Edelmetallen spezialisiert ist. Im November 2013 geschah die Übernahme des Londoner Goldhandelshauses Sharps Pixley, im August 2014 folgte die Pforzheimer Scheideanstalt Schellhorn & Roth.
Im Januar 2014 entschied das Oberlandesgericht München in zweiter Instanz, dass die Degussa Sonne/Mond Goldhandel ihre irreführende Werbung mit dem Motto „Degussa – Gold und Silber seit 1843“, die eine nicht bestehende über 170-jährige Unternehmenskontinuität vortäuschte, einstellen müsse.

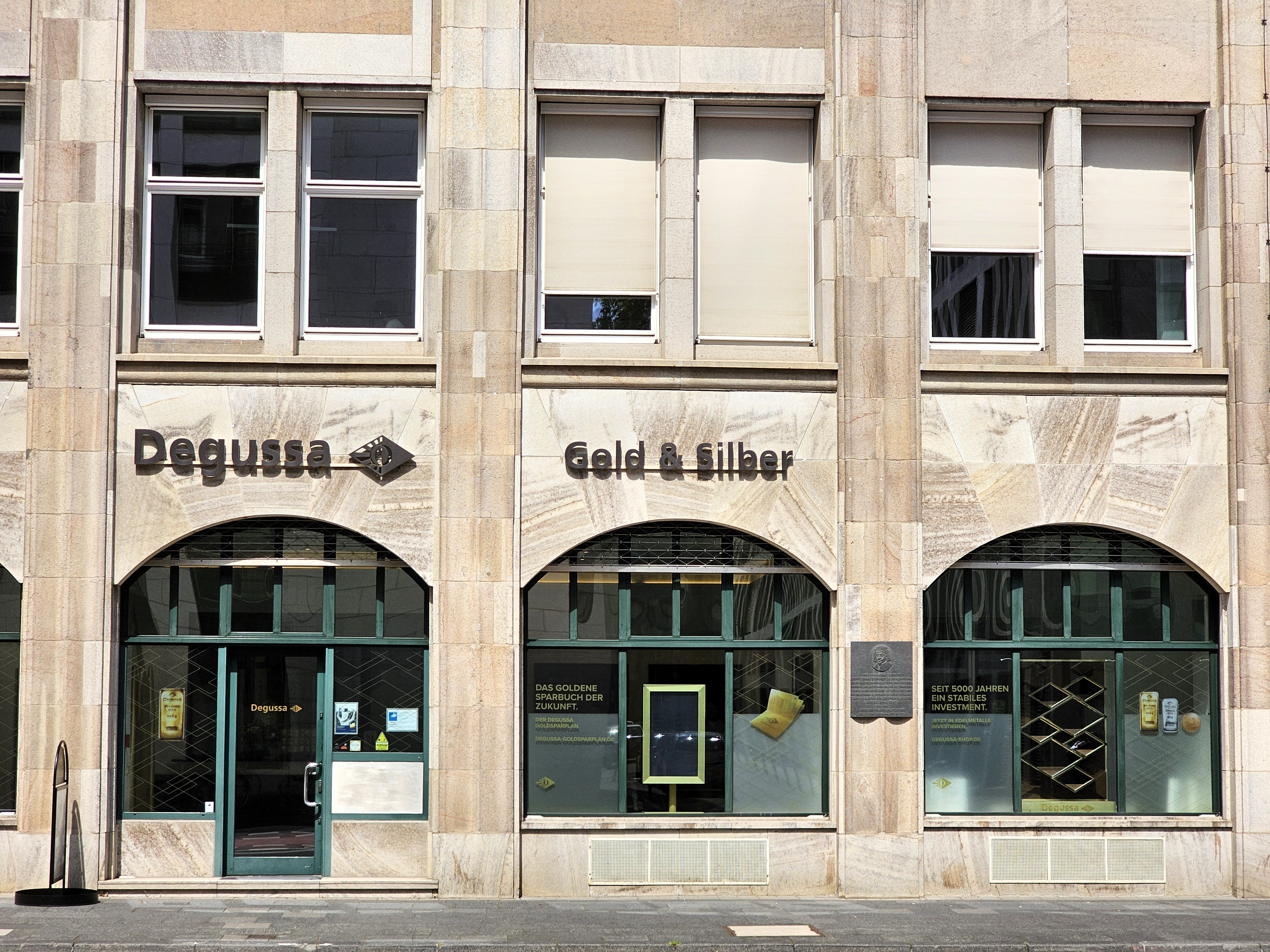
Niederlassung der Degussa Sonne/Mond Goldhandel GmbH im Gereonshaus in Köln

Im März 2019 verließ der langjährige Geschäftsführer Wolfgang Wrzesniok-Roßbach das Unternehmen, nachdem Degussa Sonne/Mond Goldhandel jahrelang Verluste geschrieben und von Zuschüssen der Finck-Familie gelebt hatte. Branchenkenner vermuten, dass die mangelnde Profitabilität einer der Gründe für Wrzesniok-Roßbachs Ausscheiden war.
Im Mai 2019 eröffnete das Goldmuseum Goldkammer Frankfurt, ein Schwesterunternehmen der Degussa Sonne/Mond Goldhandel, das unter Goldkammer Frankfurt GmbH firmiert und im Sommer 2023 dauerhaft für das Publikum geschlossen wurde.
Im September 2019 wurde Markus Krall neuer CEO und Sprecher der Geschäftsführung.
Ende November 2022 stellte das Unternehmen Krall mit sofortiger Wirkung frei. Die Wirtschaftszeitungen Capital und Handelsblatt vermuten, dass diese Entscheidung mit dem Tod August von Finck junior bzw. der Übernahme des Unternehmens durch den Erben August François von Finck in Zusammenhang steht.
Seit März 2023 ist Christian Rauch neuer CEO, alleiniger Geschäftsführer und „Sprecher der Geschäftsführung“. Markus Ragg, Chief Operating Officer, sowie Finanzchef Holger Stemmler haben das Unternehmen verlassen. Auch Chefvolkswirt Thorsten Polleit verlässt das Unternehmen. Dies bestätigte CEO Christian Rauch. Rauch distanzierte sich von der durch seinen Vorgänger Krall getriebenen Politisierung des Unternehmens.

## Publikationen
Seit 2012 war Thorsten Polleit als Chefvolkswirt bei der Degussa tätig und verantwortete volkswirtschaftliche Analysen zu Konjunktur, Edelmetall- und Finanzmärkten, Geld- und Wirtschaftspolitik.
Im Newsletter Degussa Marktreport, Podcast Golden Times und dem Videoformat Krall & Polleit direkt wurden Analysen von Polleit und Krall veröffentlicht. Seit August 2020 erschienen Artikel von Polleit aus dem Degussa Marktreport auch auf Focus Online.
Die Äußerungen von Markus Krall sind politisch umstritten, beispielsweise weil er die Niedrigzinspolitik der EZB als „Maschinenraum des Völkerselbstmordes“ bezeichnete und Menschen, die Geld vom Staat erhalten, das Wahlrecht entziehen möchte.

## Kontroversen
Nach Recherchen von Spiegel und WOZ fungierte Degussa Sonne/Mond Goldhandel in den Jahren 2014 und 2015 als einer der Hauptlieferanten für einen Goldhandel, mittels dem die rechtspopulistische Partei AfD in den ersten Jahren ihre finanzielle Basis stärkte. Laut Michael Blume habe Finck der AfD mittels Degussa die Spenden unter Verletzung des bundesdeutschen Parteienrechts zugeführt.
Das Fernsehmagazin Frontal21 berichtete in Zusammenarbeit mit dem Soziologen Andreas Kemper im Januar 2021, dass Degussa Goldhandel Stimmung gegen „linke Kräfte mache, die der bürgerlichen Mitte angeblich den Wohlstand rauben“. Namentlich wurde das im Münchener Stammsitz der Firma ansässige Mises-Institut genannt, das vom ehemaligen Chef-Ökonomen von Degussa Goldhandel, Thorsten Polleit, geführt wurde. Frontal21 zitierte zudem den Sprecher der Geschäftsführung, Markus Krall, mit der Forderung, das Wahlrecht für Menschen für die Zeitspanne abzuschaffen, in der sie Geld vom Staat erhielten. Krall fordere eine entsprechende „bürgerliche Revolution“. Mit der einvernehmlichen Trennung von Thorsten Polleit wurden laut CEO Christian Rauch auch sämtliche Verbindungen zum Mises-Institut beendet.